# Természetierőforrás-gazdálkodás

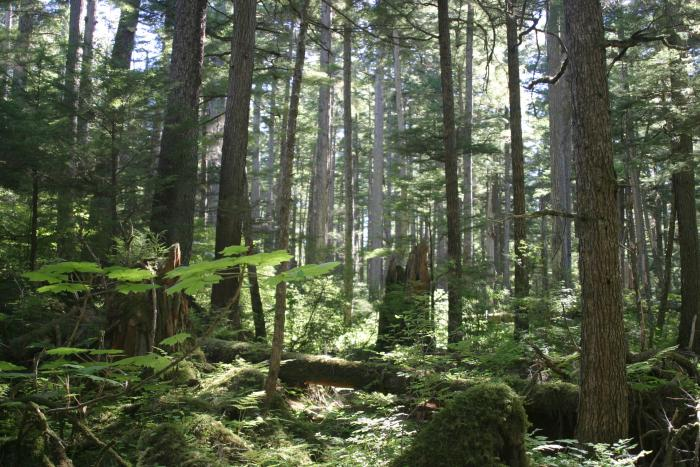
Az alaszkai, védett Tongass Erdőt az Amerikai Erdészeti Szolgálat kezeli

A természetierőforrás-gazdálkodás a természeti erőforrások, mint pl. a föld, a talaj, a víz, a növény- és állatvilág kezelésével foglalkozik, különös hangsúlyt helyezve arra, hogy ez milyen hatással van a jelen és a jövő generációk életminőségére.
Keretet ad a földhasználatnak, a vízkezelésnek, a biodiverzitás megőrzésének, továbbá a mezőgazdaság, a bányászat, a turizmus, a halászat és az erdőgazdálkodás gazdasági ágaknak. Segít megérteni, hogy az emberek és megélhetésük a természet épségének és termékenységének függvényei, és a táj őrzőiként végzett tevékenységük kulcsszerepet játszik ennek fenntartásában.
A szakterület az erőforrások és az ökológia tudományos és technikai megértésére koncentrál, továbbá ezen erőforrások életünkhöz való hozzájárulásának mértékét próbálja feltárni.

## Története
A fenntarthatóságra helyezett hangsúly a 19. század végén az észak-amerikai legelőterület ökológiai természetének megértési próbálkozásaira vezethető vissza, továbbá az ugyanezen időszakban kibontakozó természeti erőforrások megőrzését támogató törekvésekre. Az ilyen típusú elemzések a 20. században azzal a felismeréssel párosultak, hogy a fenntartható megőrzést hangsúlyozó stratégiák nem voltak hatékonyak a természeti erőforrások leépülésének megállításában.
Az Egyesült Államokban a Vidékfejlesztési Hivatal (Bureau of Land Management) kezeli a köztulajdonban lévő földeket, melyek teljes területe eléri a 264 millió acre-t (1,070,000 km2), az ország földterületének kb. egynyolcadát.

## Tulajdonjogon alapuló megközelítései
- Állami tulajdon
- Magántulajdon
- Csoporttulajdon
- Közkincs (nyílt elérhetőség)
- Hibrid

### Állami tulajdon
Az erőforrások állami tulajdonban vannak, és az állam ellenőrzi azokat. Egyének vagy társulások igénybe vehetik, de csak az állam engedélyével. Amerikai példák erre az állami erdők, a nemzeti parkok és a katonai támaszpontok.

### Magántulajdon
Bármely egyén vagy jogi személy tulajdona. A hasznok és a kötelezettségek egyaránt a tulajdonoshoz kapcsolódnak. A magántulajdonban lévő föld a legismertebb példa erre.

### Csoport tulajdona
Egy csoport magántulajdona. A csoportok méret, típus és belső struktúra szerint kategorizálhatóak, pl. bennszülött törzs, egy falu lakói. Példák erre a közösségi erdők és a víz.

### Köztulajdon (nyílt elérhetőség)
Minden potenciális felhasználónak egyenlő lehetősége van a használatbavételre.

## Az érintettek elemzése
A természetierőforrás-gazdálkodás kontextusában az érintett felek elemzése azonosítja a természeti erőforrásokat használó és ezek megőrzésében érdekelt csoportokat.
Az érdekelt felek definiálása rendkívül nehéz a természetierőforrás-gazdálkodásban. Az érintettek körülményeitől függ, hogy mely definíciójuk, ill. ebből eredeztethető elmélet érvényes adott esetben.

### Az érintettek azonosításának megközelítései
| Forrás              | Az érdekelt fél | Kutatási terület                |
| ------------------- | --- | ------------------------------- |
| Freeman.            | ‘‘a szervezet céljait befolyásolhatja, ill. ezek elérése hatással van rá’’ | Cégvezetés                      |
| Bowie               | ‘‘akiknek a támogatása nélkül a szervezet megszűnne’’ |                                 |
| Clarkson            | ‘‘...személyek és csoportok, melyeknek állításuk szerint vagy a valóságban akár jelenlegi, múltbéli, vagy jövőbeli tulajdonuk, jogaik vagy érdekeik merülnek fel egy vállalattal és tevékenységeivel kapcsolatban.’’ | Cégvezetés                      |
| Grimble and Wellard | ‘‘...bármilyen szervezett vagy nem szervezett, egy adott területen vagy rendszerben érdekelt csoport...’’ | Természetierőforrás-gazdálkodás |
| Gass et al.         | ‘‘... valamely egyén, csoport, és intézmény, melyet egy esemény, folyamat vagy változás valószínűleg – pozitívan vagy negatívan – érintene.’’                                                                        | Természetierőforrás-gazdálkodás |
| ODA                 | ‘‘...egy projektben vagy programban érdekeltséggel bíró személyek, csoportok vagy intézmények.’’ | Fejlesztés (segélyprogramok)    |

Billgrena és Holme azonosították az érintettek analízisének céljait a természetierőforrás-gazdálkodásban. Először a potenciális befolyással bíró érintetteket kell azonosítani és kategóriákba rendezni, ezután meg kell érteni, hogy bizonyos változások miért történnek meg. Majd meg kell állapítani, hogy kik hozhatnak változást, végül azt, hogy hogyan gazdálkodjunk a természeti erőforrásokkal.
Ez átláthatóvá és érthetővé teszi a szabályalkotást, mely az érintettek számára lehetővé teszi az érdekütközések felismerését és a megoldások kidolgozását.
Rengeteg vonatkozó elemzés létezik, mint pl. Mitchell-é, míg Grimble egy a természetierőforrás-gazdálkodásban alkalmazott keretrendszert hozott létre az érintettek elemzéséhez.
Az érintettek elemzésének fázisai:
- az elemzés céljainak tisztázása
- a problémák azonosítása egy rendszerszintű kontextusban
- a döntéshozók és az érintettek azonosítása
- az érintettek érdekeinek és programpontjainak vizsgálata
- az egymásra irányuló hatások és a függőségek elemzése

## Kritikája
- Clarkson szerint az elemzések túl sok érintettet foglalnak magukban, ami önmagában is problémát jelenthet.[15]
- Starik[16] vetette fel, hogy magát a természetet is érintettként lehetne bemutatni. Ezt azonban sok szakértő elutasította, mivel nehéz lenne a természet számára megfelelő képviselőt találni, továbbá a többi érintett is vitatná a képviselet jogosságát, ami további problémákat okozna.[6]
- Az érintettek elemzése visszaélésekre is használható és torzítható, hogy háttérbe szorítsanak más érintetteket.[5]
- Egy részvételt igénylő folyamathoz bonyolult lehet azonosítani az érintetteket, mert korábbi döntésekből kihagyhattak bizonyos csoportokat.[17]
- A folyamatban lévő konfliktusok és az érintettek közötti bizalmatlanság megakadályozhatják a kompromisszumokat és a megoldásokat.[17]

Alternatívák / Az elemzések kiegészítő formái:
- Kapcsolatháló-elemzés
- Klubjószág

## A gazdálkodás megközelítései
A természetierőforrás-gazdálkodás témái strukturálisan bonyolultak, mivel ökológiai ciklusokat, hidrológiai ciklusokat, éghajlatot, állat- és növényvilágot, földrajzi tényezőket stb. is érintenek. Ezen témák változékonyak és összefüggőek, valamelyikben beálló változás széles körű és/vagy hosszútávú, esetenként visszafordíthatatlan hatásokkal járhat. A természeti rendszerek mellett a természetierőforrás-gazdálkodás foglalkozik mindenféle érintettekkel és érdekeikkel, iránymutatókkal, politikával, földrajzi határokkal, gazdasági hatásokkal stb. Nehéz összefogni minden aspektusát egyszerre, mely konfliktusokhoz vezethet.
A természetierőforrás-gazdálkodás módjai:
- a fentről lefelé történő, utasításon és ellenőrzésen alapuló modell
- a közösségen alapuló modell
- adaptív menedzsment
- óvatos megközelítés
- integrált természetierőforrás-gazdálkodás

A közösségen alapuló modell (CBNRM) a konzerválás célját a vidéki közösségek részére rendelkezésre álló gazdasági támogatások megpályázásával köti össze. Három alapfeltételezés: a helyiek törekednek a természeti erőforrások megőrzésére, az emberek csak akkor takarékoskodnak az erőforrásokkal, ha ennek haszna meghaladja a költségeket, az emberek csak arra az erőforrásra ügyelnek, mely közvetlen kapcsolatban áll életminőségükkel. Ha a helyiek életminősége fejlődik, az erőforrás jövőbeli elérhetőségére irányuló törekvésük is nő. A regionális és a közösségi alapú modellben a szubszidiaritás elve is hangsúlyos.
Az ENSZ ajánlja ezt a modellt a biodiverzitásról szóló, és az elsivatagosodás megfékezéséért írt konvenciókban. Alapos definíciók nélkül a decentralizált erőforrásgazdálkodás bizonytalan társadalmi-jogi környezethez vezethet, melyben a helyi közösségek egymással versenyezve próbálják kihasználni a természeti erőforrásokat, ameddig ez lehetséges.
A CBNRM egyik problémája a szociális és gazdasági fejlődés, a biodiverzitás megőrzése és a fenntartható erőforrás-felhasználás céljainak összehangolása. A helyiek a támogatások elvesztésétől való félelmükben jellemzően nem vitatják a kormány ajánlásait.

## Keretrendszerek és modellek
Ausztráliában hoztak nyilvánosságra egy természetierőforrás-gazdálkodásra szabott audit keretrendszert, mely egy természetierőforrás-menedzsment régió kormányzásához segít létrehozni egy teljesítményvizsgáló szervezeti egységet. Ez az audit keretrendszer más megalapozott vizsgálati módszertanokra épít, beleértve a teljesítményvizsgálatot, a környezeti és a szervezeti belső vizsgálatot. Az ezen keretrendszert használó felülvizsgálatok növelték az érintettek bizalmát, azonosították a fejlesztés területeit és bemutatták az adott eljárás elvárt hatását a nyilvánosság számára.

## A koncepció egyéb elemei
A biodiverzitás elővigyázatos megközelítése
A biodiverzitás megőrzése a természetierőforrás-gazdálkodás fontos eleme. A biodiverzitás a természet változatosságának mértékét mutatja be. A biodiverzitásra veszélyt jelent az élőhelyek feldarabolódása, az így is szűkös biológiai erőforrások további kimerítése, az erdőirtás és az erdők leromlása, az idegen fajok támadása és a klímaváltozás Mivel ezek a veszélyek a környezetvédők és a nyilvánosság számára érdekesebbek lettek, a biodiverzitás elővigyázatos megközelítése a természetierőforrás-gazdálkodás fontos eleme. A biodiverzitás a természetierőforrás-kezelés keretein belül történő megőrzésére léteznek anyagi ösztönzők is.
Mielőtt a fenntartási politika pontos rendjét eldöntenék, azt alátámasztó bizonyítékra van szükség. Ha bizonyos tervezett tevékenységek által potenciálisan okozott kár kritikus mértékű és visszafordíthatatatlan, ezeket be kell tiltani.
A természetierőforrás-gazdálkodásban 4 módszer van a biodiverzitás megőrzésének menedzselésére:
- Az egyik az "Ökoszisztéma alapú kezelés", ez egy kockázatkerülő, elővigyázatos megközelítés.
- Az "adaptív menedzsment" kifejezetten a bonyolult rendszerek bizonytalanságát és dinamikáját kezelni ígérő megközelítés.
- A környezeti hatáselemzés és kitettségértékek korlátozottan, de segítenek az óvatos, fokozatos megközelítés bizonytalanságainak csökkentésében.
- "Protekcionista megközelítések", melyek leggyakrabban a biodiverzitás megőrzéséhez kapcsolódnak.

Ingatlankezelés
A fenntartható környezet érdekében a megfelelő menedzsmentstratégiák megértése és használata fontos. Az ingatlankezelés kiemelt pontjai:
- A természet folyamatainak megértése, beleértve az ökoszisztémát, a vizet és a talajt.
- Megfelelő és alkalmazkodó menedzsmentrendszerek használata helyi szintű problémák megoldására.
- A tudással és erőforrásokkal rendelkező tudósok és a tudással és jártassággal rendelkező helyiek közötti együttműködés.

Egy tanulmány szerint az ingatlankezelő és más érintettek öt alapvető és hasznos ökológiai elvvel dolgozhatnak. Az ökológiai elveknek köze van az időhöz, helyhez, fajokhoz, külső zavarokhoz és a vidékhez és hatnak egymásra is.
Az ingatlankezelők a következő elveket követhetik:
- A helyi döntések következményeit regionális kontextusban is vizsgálhatják, továbbá a természeti erőforrásokra kifejtett hatásokkal is foglalkozhatnak.
- Hosszabb távú tervek és váratlan eseményekre adandó válaszok.
- A ritka tájelemek és a megfelelő fajok megőrzése.
- A természeti erőforrásokat lemerítő földkezelés kerülése.
- Nagy, összefüggő vagy összekapcsolódó, kritikus élőhelyeket tartalmazó területek megtartása.
- A nem helyi fajok bevezetésének és terjedésének korlátozása.
- A fejlesztések ökológiai folyamatokra gyakorolt hatásának elkerülése vagy kompenzálása.
- Olyan ingatlanfelhasználási és -kezelési politikák alkalmazása, melyek összeegyeztethetőek az adott terület természeti lehetőségeivel.